# ヴェネーティコ
ヴェネーティコ（イタリア語: Venetico, シチリア語: Venèticu）は、イタリア共和国シチリア州メッシーナ県にある、人口約4,000人の基礎自治体（コムーネ）。

## 地理

### 位置・広がり

#### 隣接コムーネ
隣接するコムーネは以下の通り。
- ロッカヴァルディーナ
- スパダフォーラ
- ヴァルディーナ